# Shūhei Hayasaki
Shūhei Hayasaki (jap. 早崎 修平, Hayasaki Shūhei; * 26. August 1987) ist ein japanischer Badmintonspieler. 

## Karriere
Shūhei Hayasaki belegte bei den Croatian International 2010, den Indonesia International 2011 und den Indonesia International 2012 jeweils Platz neun im Herreneinzel. Bei den Osaka International 2011 wurde er Fünfter. Mit Rang drei im Einzel bei den Polish International 2010 konnte er sein bisher bestes internationales Resultat erzielen.

## Referenzen
- http://bwf.tournamentsoftware.com/profile/overview.aspx?id=1623D172-74CF-4C29-81EA-1957F8CE7134

| Personendaten    | Personendaten                |
| ---------------- | ---------------------------- |
| NAME             | Hayasaki, Shūhei             |
| ALTERNATIVNAMEN  | 早崎修平 (japanisch)         |
| KURZBESCHREIBUNG | japanischer Badmintonspieler |
| GEBURTSDATUM     | 26. August 1987              |